# 예당역
예당역(Yedang station, 禮堂驛)은 대한민국 전라남도 보성군 득량면에 위치한 경전선의 철도역이다. 1932년 11월 1일에 영업을 시작하여 현재에 이르고 있다. 무궁화호 열차가 1일 8회 정차한다.

## 역명 유래
지형상 관터가 될 자리라 하여 관기라 하였으며 1914년 행정구역 통폐합에 따라 상천, 진천, 적두, 적련, 이정, 파청, 덕산, 양월, 호동리와 등곡 신촌부락 일부를 합병하여 예장산의 이름을 따서 예당리라 하였으며 역명도 지명을 따라 예당역이라고 했다.

## 연혁
- 1932년 11월 1일 : 무배치간이역으로 영업 개시[1]
- 1942년 2월 1일 : 배치간이역으로 승격[2]
- 1966년 12월 1일 : 보통역으로 승격[3]
- 1992년 6월 10일 : 수소화물취급중지[4]
- 2001년 12월 30일 : 역사 신축 준공
- 2005년 9월 30일 : 화물취급 중지
- 2011년 6월 1일 : 간이역으로 격하

### 승강장
| ↑ 득량  |
| ２１ \| |
| 조성 ↓  |

| 1 | 경전선 | 서광주·부산 방면 |
| 2 | 경전선 | 서광주·부산 방면 |

## 사진

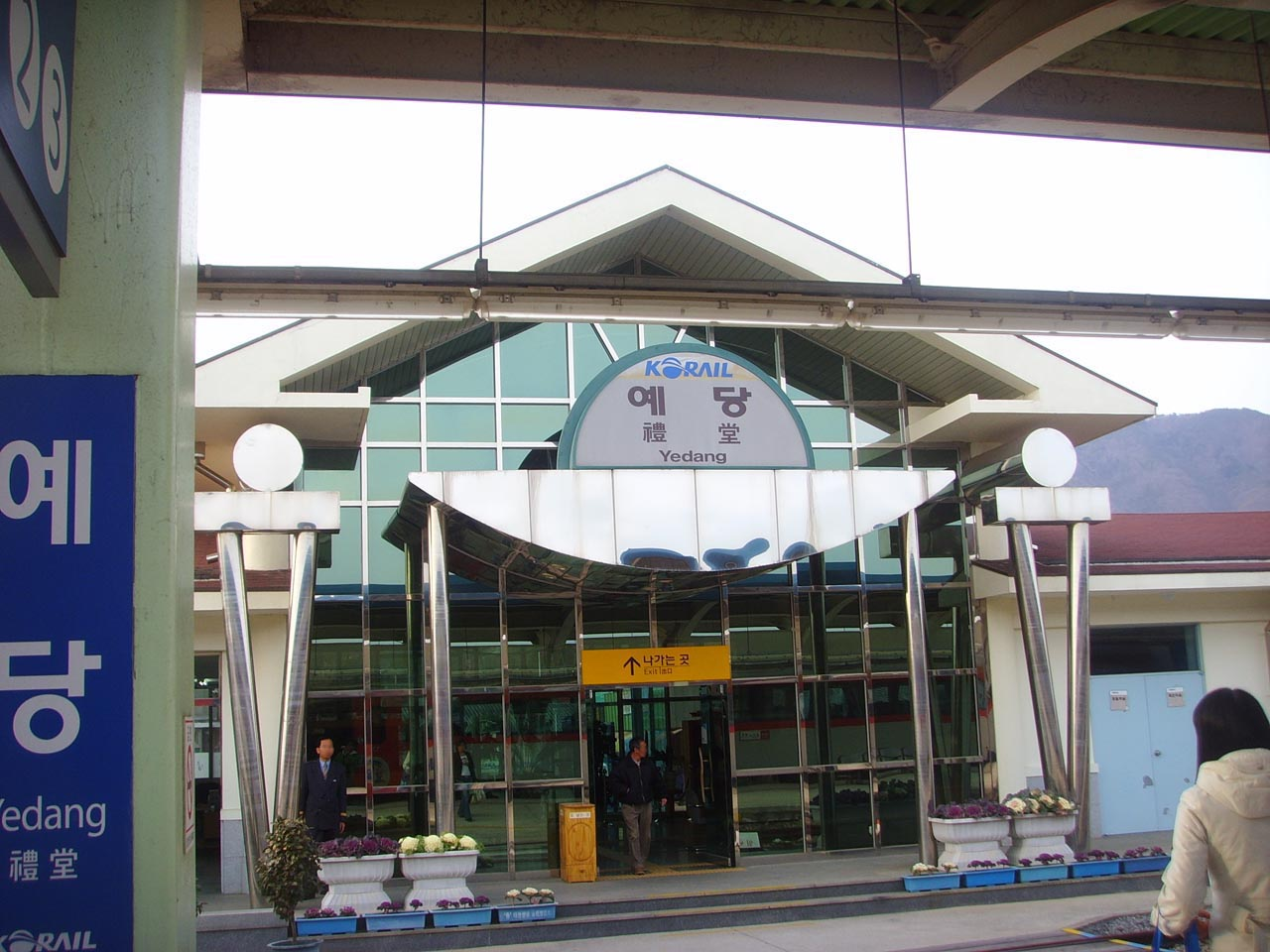
역사 외부(승강장 측, 역명판 교체 이전)
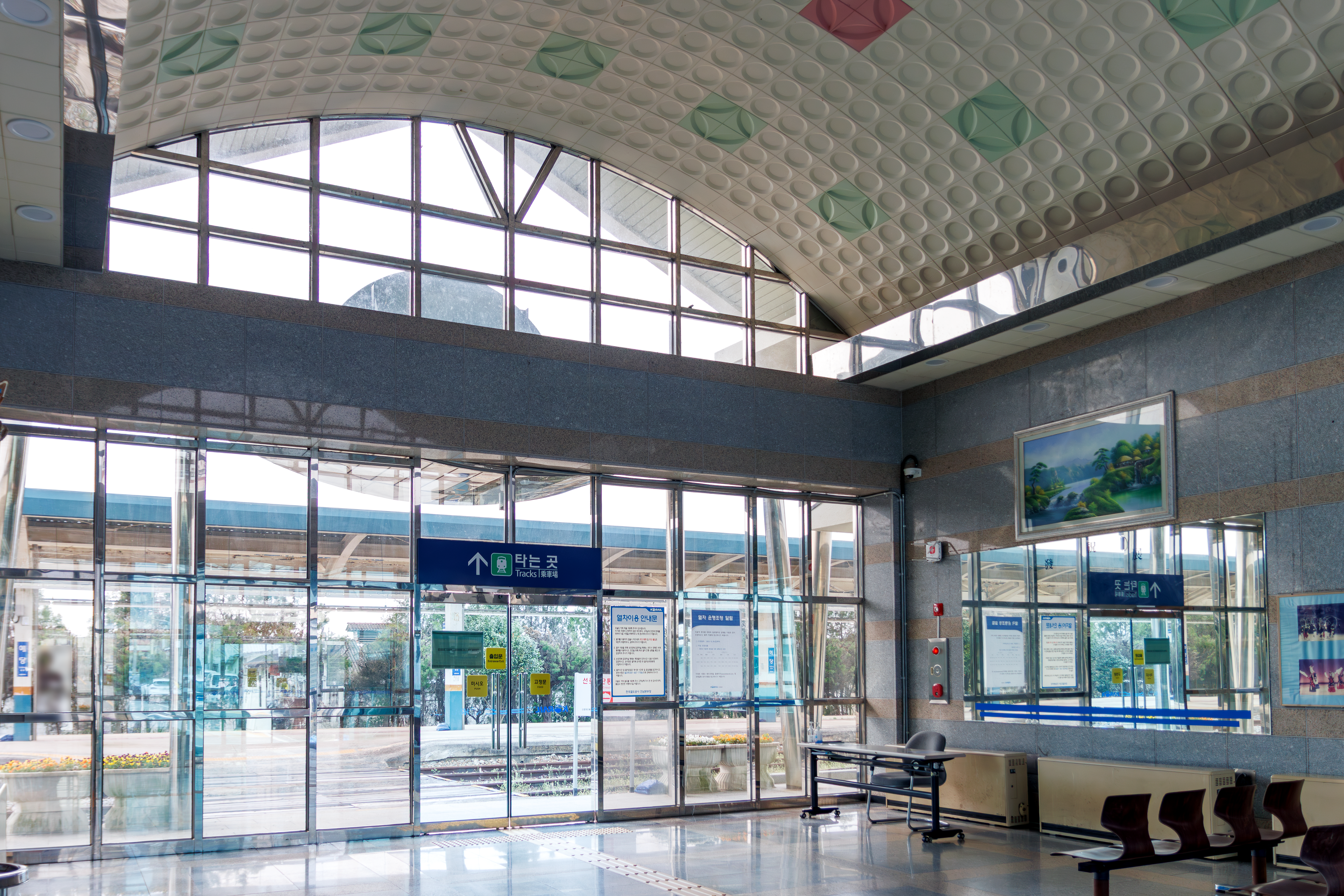
역사 내부

## 인접한 역
| 경전선         | 경전선          | 경전선         |
| -------------- | --------------- | -------------- |
| 조성 부전 방면 | 무궁화호 경전선 | 득량 목포 방면 |